# Everett K. Rowson
Everett K. Rowson (...) è un orientalista statunitense.
Professore emerito di studi islamici e del Vicino Oriente all'Università di New York, è noto soprattutto per le ricerche sulla storia intellettuale e sociale del mondo inslamico nel Medioevo.  Nel 2017 la Brill Publishers pubblicò un festschrift in suo onore, edito da Joseph E. Lowry e Shawkat M. Toorawa.